# CD Universidad de Concepción
Club Deportivo Universidad de Concepción, är ett chilensk fotbollslag från Concepción i södra Chile, som hör till Universidad de Concepción. Klubben bildades den 8 augusti 1994 och spelar i den högsta divisionen. Sina hemmamatcher spelar de på Estadio Municipal de Concepción, som tar upp till 35 000 åskådare. Universidad de Concepción har vunnit den chilenska cupen, Copa Chile, vid två tillfällen, 2008 och 2014/15.